# Party (Girls' Generation)
Party è un singolo del girl group sudcoreano Girls' Generation, pubblicato nel 2015 ed estratto dall'album Lion Heart.

## Tracce
- Download digitale/CD

1. Party – 3:13
2. Check – 3:26
3. Party (Instrumental) – 3:13